# Tomasz Goliasz
Tomasz Goliasz (Wałcz, 6 de julio de 1968) es un deportista polaco que compitió en piragüismo en la modalidad de aguas tranquilas. Ganó dos medallas en el Campeonato Mundial de Piragüismo entre los años 1989 y 1994.

## Palmarés internacional
| Campeonato Mundial | Campeonato Mundial        | Campeonato Mundial | Campeonato Mundial |
| Año                | Lugar                     | Medalla            | Competición        |
| ------------------ | ------------------------- | ------------------ | ------------------ |
| 1989               | Plovdiv (Bulgaria)        | Medalla de plata   | C2 500 m           |
| 1994               | Ciudad de México (México) | Medalla de bronce  | C2 1000 m          |